# Darknet

Darknet vẫn được biết đến như Darkweb hay deep web

Darknet là mạng của các trang web không thể truy cập từ công cụ tìm kiếm (công cụ truy vấn dữ liệu). Nó bao gồm các trang web mà robots.txt được thiết lập để ngăn chặn Google và các công cụ tìm kiếm khác lập chỉ mục chúng trên Internet. Chúng có thể là các trang web cá nhân, mạng ngang hàng, các mạng nội bộ như Tor.
Để phân biệt với darknet thuật ngữ clearnet được dùng khi nói về các mạng không mã hóa,
hay mạng nổi mà được các công cụ truy vấn dữ liệu lập chỉ mục để tìm kiếm.